# Henti
Henti (Mongools: Хэнтий) is een van de eenentwintig ajmguud (bestuurlijke regio's) van Mongolië. De hoofdstad is Öndörhaan.
Henti ligt in het noorden van Mongolië. De noordgrens is tevens de landsgrens met Rusland, meer bepaald met de kraj Transbaikal.

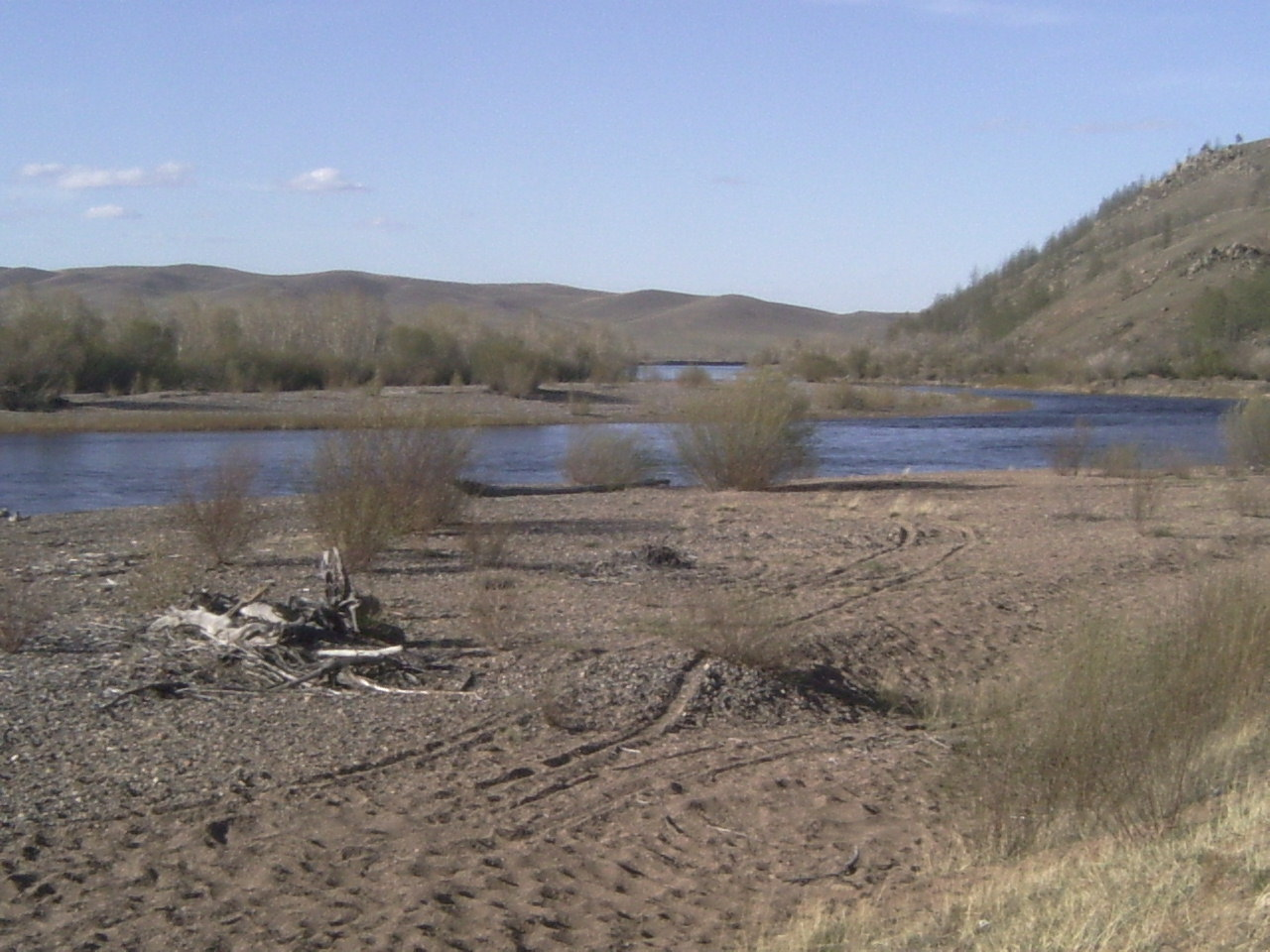
Onon-rivier in het Henti-gebergte

## Geografie
De ajmag grenst aan Darhan-Uul in het noordwesten, Töv in het westen, Govĭsümber in het zuidwesten, Dornogovĭ in het zuiden, Sühbaatar in het zuidoosten en Dornod in het oosten. De grens met Töv wordt onderbroken door de stad Bagan-Uur, die administratief deel is van Ulaanbaatar.
In het noordwesten van de provincie Henti ligt het oostelijk deel van het Hentigebergte, naar het zuidoosten toe gaat het landschap over in de steppevlakten van Oost-Mongolië. De berg Boerchan Chaldun in het beschermde gebied Khan-Henti wordt als heilig gezien. De omgeving van deze berg geldt als geboorteplaats van Dzjengis Khan en men vermoedt zijn graf ook in deze omgeving.
In de plaats Bajan-Ovoo in de Sum Dadal in het noordoosten van de provincie bevindt zich een monument ter gelegenheid van het 800-ste geboortejaar.
Ten zuiden van de Boerchan Chaldun ontspringt de Kerulen, die na een omweg via de Töv-ajmag door het zuiden van de provincie stroomt. Wat verder naar het oosten ligt de bron van de Onon. In het noordoosten van de provincie ligt het Nationale Park Baldsch-Onon.

## Bevolking
Het aantal inwoners bedraagt 77.028 (2018). De hoofdstad Öndörhaan telt ongeveer 21.000 inwoners (2017).
De bevolking bestaat voor 87% uit Chalcha-Mongolen, voor 8% uit Boerjaten en voor ruim 1% uit Oeriantsjaj. Daarnaast zijn er nog een zestal kleinere etnische groepen, met elk minder dan % van de bevolking.

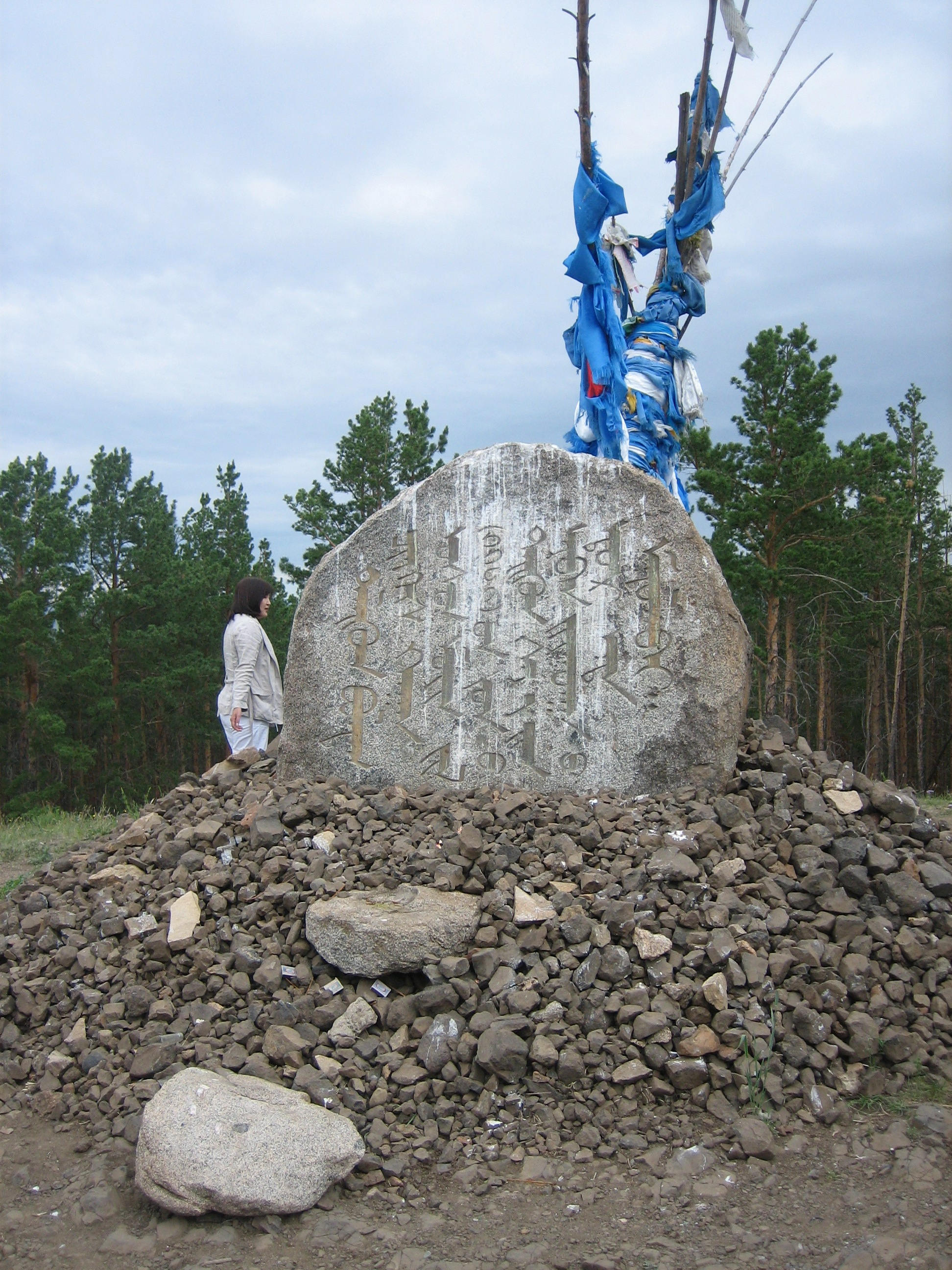
Ovoo (heilige steenhoop) en monument bij Dadal, waar Dzjengis Khan werd geboren

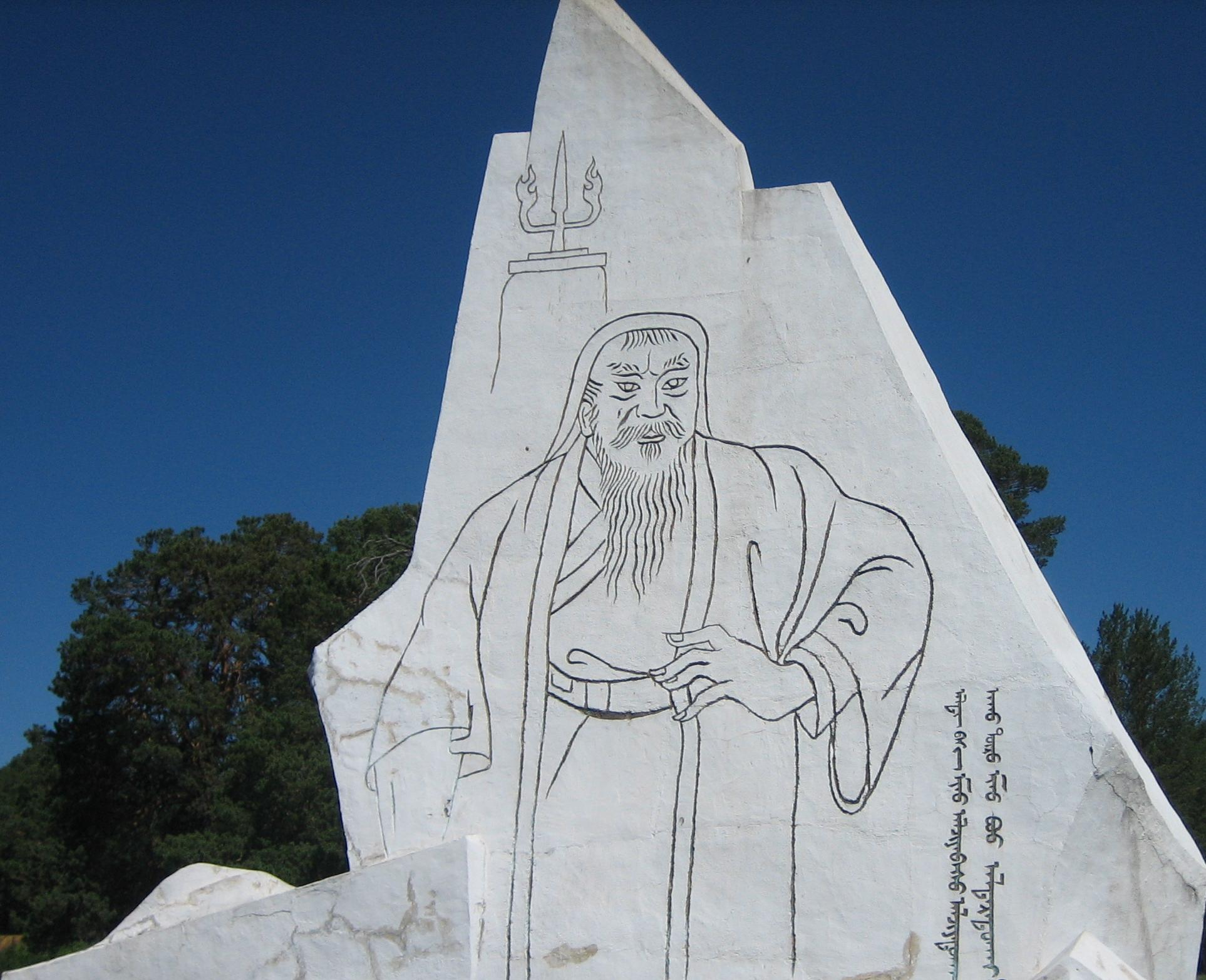
Monument in Dadal, 800ste geboortejaar Dzjengis Khan

Arhangaj · Bajan-Ölgi · Bajanhongor · Bulgan · Darhan-Uul · Dornod · Dornogovĭ · Dundgovĭ · Govĭ-Altaj · Govĭsümber · Henti · Hovd · Hövsgöl · Ömnögovĭ · Orhon · Övörhangaj · Selenge · Sühbaatar · Töv · Uvs · Zavhan